# Adel Al-Anezi
Adel Al-Anezi (6 de fevereiro de 1977) é um futebolista profissional kuwaitiano que atua como meia.

## Carreira
Adel Al-Anezi representou a Seleção Kuwaitiana de Futebol, nas Olimpíadas de 2000. 